# Nova Europa (kommun)
Nova Europa är en kommun i Brasilien.   Den ligger i delstaten São Paulo, i den sydöstra delen av landet, 700 km söder om huvudstaden Brasília. Antalet invånare är 9 301.
Följande samhällen finns i Nova Europa:
- Nova Europa

Omgivningarna runt Nova Europa är en mosaik av jordbruksmark och naturlig växtlighet. Runt Nova Europa är det glesbefolkat, med 17 invånare per kvadratkilometer.